# Selenops aissus
Selenops aissus är en spindelart som beskrevs av Charles Athanase Walckenaer 1837. Selenops aissus ingår i släktet Selenops och familjen Selenopidae. Inga underarter finns listade i Catalogue of Life.